# بيت الحيد (الشاهل)

تعديل مصدري - تعديل

بيت الحيد هي إحدى قرى عزلة الامرور بمديرية الشاهل التابعة لمحافظة حجة، بلغ تعداد سكانها 637 نسمة حسب تعداد اليمن لعام 2004.